# Kallgrässläktet
Kallgräs (Scheuchzeria) är ett växtsläkte i familjen kallgräsväxter. Arten kallgräs är den enda arten i släktet, och också det enda släktet i familjen. Det är alltså ett monotypiskt släkte. Trots namnet är växten inte ett äkta gräs (familjen Poaceae). Kallgräs växer glest på myrar och gungflyn.